# Gil Vicente FC
Gil Vicente Futebol Clube je portugalský fotbalový klub z města Barcelos v distriktu Braga na severozápadě Portugalska. Byl založen v roce 1924 a své domácí zápasy hraje na Estádio Cidade de Barcelos s kapacitou 12 500 míst.
Klubové barvy jsou modrá a červená. V klubovém emblému je kohout.

## Úspěchy
- 2× vítěz Segunda Ligy (1998/99, 2010/11)[2]
- 1× finalista portugalského ligového poháru (2011/12)[3]